# Cícero (brazylijski piłkarz)
Cícero Santos lub Cícero (ur. 26 sierpnia 1984 w Castelo) – brazylijski piłkarz grający na pozycji ofensywnego pomocnika. Obecnie zawodnik klubu São Paulo FC.
Karierę rozpoczynał w brazylijskim klubie Bahia, z którego został wypożyczony do Figueirense, a następnie sprzedany do Tombense FC, w barwach którego rozegrał 80 spotkań i strzelił 20 goli. W sezonie 2007/2008 został wypożyczony do Fluminense, z którym doszedł do finału Copa Libertadores. Mimo porażki jego drużyny w decydującym spotkaniu, jego świetna gra w całym turnieju została dostrzeżona przez skautów berlińskiego klubu Hertha BSC, do którego wkrótce został wypożyczony. Po spadku Herthy do 2. Bundesligi piłkarz przeszedł do VfL Wolfsburg.